# 鸡龟亚科
鸡龟亚科（学名：Deirochelyinae）是泽龟科的一个亚科。鸡龟亚科下的龟种原产于北美洲和南美洲，其中一些经常作为宠物龟来饲养，也因为宠物贸易，其中一个物种——红耳龟（Trachemys scripta elegans）可以在世界上很多地方找到。

## 分类
- 锦龟属 Chrysemys
- 鸡龟属 Deirochelys
- 地图龟属 Graptemys
- 钻纹龟属 Malaclemys
- 伪龟属 Pseudemys
- 彩龟属（滑龟属） Trachemys